# Камбала, Станислав
Станислав Камбала (латыш. Staņislavs Kambala; 13 июня 1893, Режицкий уезд — 21 декабря 1941, Рига) — латышский стрелок, публицист и политик. Офицер ордена Трёх звёзд.

## Биография
Родился 13 июня 1893 в Режицком уезде. Окончил местную народную школу, продолжил учёбу в Санкт-Петербургской духовной семинарии, затем на юридическом факультете Латвийского университета. Участвовал в Первой мировой войне, с 1917 года служил во 2-м Рижском латышском стрелковом полку.
Единственный латгалец, 18 ноября 1918 года участвовавший в провозглашении Латвийской Республики на Народном собрании. Был секретарём Народного Совета, депутатом Учредительного собрания, членом Латгальской крестьянской партии, депутатом Латгальского земельного совета.
Работал в финансовом секторе. С 1925 по 1926 год — основатель и директор Резекненского акционерного банка. С 1926 по 1936 год — член правления Банка Латвии, затем до 1940 года — один из трёх директоров банка.
Параллельно активно работал в публицистике — в газетах «Zemnīka Ziņas» и «Latgolas Vōrds». Печатался под псевдонимом Bute. В 1920 основал и до ноября руководил газетой «Latgalīts». В 1918 году выпустил свою книгу «Atskats par latgaliešu pareizrakstības apspriedi», а в 1921 и 1922 годах латгальское издание «Latvīšu volūdas gramatika».
Умер 21 декабря 1941 в Риге, похоронен на рижском кладбище Микеля.